# Eduard Jener
Eduard Jener i Casellas (ur. 1882, zm. 1967) – hiszpański malarz pochodzący z Katalonii.
Studiował na Królewskiej Akademii Sztuk Pięknych San Carlos w Walencji. Malował pejzaże Majorki oraz sceny związane z kulturą Andaluzji. Był dekoratorem i ilustratorem w reklamie, przygotowywał rysunki reklamowe dla perfumerii Myrurgia (Polvos Suspiro De Granada, Myrurgia). Swoje dzieła wystawiał w Barcelonie, Holandii i Ameryce Łacińskiej.

## Dzieła malarskie
- Concierto
- Mujer
- Travesía a caballo
- Paseando por el campo
- Paseo por el campo
- Descanso en el bosque
- Fiesta valenciana
- Cazadores